# Cláudia (filme)
Cláudia é um filme mudo português de ficção e drama, com intertítulos, realizado por Georges Pallu e produzido pela Invicta Film, em 1923. Inspirado no conto infantil de Charles Perrault, a Gata Borralheira ou Cinderela, teve a sua ante-estreia a 25 de outubro desse mesmo ano no Cinema Condes, em Lisboa, estreando a 4 de dezembro de 1923 no Jardim Passos Manuel, no Porto, e a 10 de março de 1924 no Chiado-Terrasse e no Salão Foz em Lisboa. Foi ainda exibido em Paris, Marselha e Lyon, França, sob o nome Mademoiselle Cendrillon, como forma de divulgar o cinema português e colmatar os custos da produção cinematográfica.

## Sinopse
Cláudia é uma bondosa jovem que sonha em ir a uma festa, organizada pela baronesa de Miranda, em comemoração do aniversário da sua afilhada Luísa. Impedida de ir ao baile da sua própria meia-irmã, pela sua madrasta, a costureira da família ajuda a jovem, levando-a às escondidas até aos jardins do palacete, onde esta observa através de uma janela a imponente festa e testemunha o roubo do colar de pérolas da baronesa de Miranda pelo Visconde de Casa Real, encurralado por uma grande dívida de jogo. Após se aperceber que o homem que faz a corte a Luísa é o mesmo que tinha praticado o roubo em casa da baronesa, a jovem põe então em prática um plano para salvar o bom nome do pretendente e a honra de Luísa.

## Elenco
- Francine Mussey - Cláudia
- Emília de Oliveira - D. Maria, a madrasta
- Alda de Azevedo - Luísa
- Maria Campos - Berta, a criada
- Erico Braga - Visconde da Casa Real
- Júlio Cunha - José de Sousa, o pai
- Flora Frizzo - Baronesa de Miranda
- Elisa Carreira - Mãe de Cláudia
- António Pinheiro - Tio do Visconde
- Maria Pinto - Costureira
- Mário Pedro -
- Maria Avelar - Figurante
- Rino Lupo - Figurante